# Бйорн Фрітьофсон Гольмґрен
Бйорн Фрітьофсон Гольмґрен (швед. Björn Frithiofsson Holmgren; 28 червня 1872, Вестра-Ню,  Естерйотланд — 10 лютого 1946, Блекінґе), був шведським військово-морським офіцером і членом парламенту, а також на дозвіллі займався ботанікою. Він був сином професора фізіології Фрітьофа Гольмґрена та його дружини Анни Марґрет Гольмґрен, уродженої Терсмеден, мав брата-лікаря Ізраеля Гольмґрена та був батьком лікаря Бйорна Гольмґрена.
Гольмґрен став молодшим лейтенантом флоту в 1893 році, капітаном у 1902 році та командиром у 1923 році. Паралельно він також був активним дослідником у галузі ботаніки та редактором журналу «Tidskrift i sjöväsendet». Він також втягнувся в політику, спочатку на місцевому рівні в Карлскруні, а пізніше на національному рівні, де в 1921 році став членом другої палати Риксдагу від правих сил у виборчому окрузі Блекінґе, який він представляв понад два десятиліття. Як член парламенту, він, серед іншого, був заступником голови банківського комітету від 1937 до 1942 року.
Гольмґрен також був верховним лідером («Styrande Recor») Карлскроналогена Ордену Колдіну протягом понад 30 років.

### Нотатки
1. 1 2 3 4  Västra Ny kyrkoarkiv, Födelse- och dopböcker, SE/VALA/00448/C/7 (1871-1878), bildid: C0019316_00017, sida 21
2. 1 2 3 4 5 6 7 8 9  Two-Chamber Parliament 1867–1970. — 1985. — Т. 3. — С. 56.
3. 1 2  Sveriges riksdag 1924 : porträttalbum — 1925. — С. 93. — 147 с.
4. 1 2 3 4 5 6  Swedish Census 1890 — Riksarkivet.
5. ↑  Two-Chamber Parliament 1867–1970. — 1985.